# 경기도동두천양주교육지원청
경기도동두천양주교육지원청(京畿道東豆川楊州敎育支援廳, Dongducheon Yangju Office of Education)은 경기도 동두천시와 양주시를 관할하는 경기도교육청 산하의 교육지원청이다.
교육장은 장학관으로 보한다.

## 역사
1981년 7월 1일 경기도의정부교육청에서 분리되면서 경기도 동두천시교육청으로 개청되었다. 관할, 감독 지역은 경기도 동두천시 및 양주군 전 지역으로, 이 때의 양주군은 구 양주군 중 남양주시, 구리시, 도봉구, 노원구, 중랑구를 제외한 양주군으로, 현재의 양주시 영역과 거의 일치한다. 1991년 3월 26일 경기도 동두천교육청으로 명칭 변경되었고, 2006년 3월 1일 경기도동두천양주교육청으로 명칭 변경되었다. 2010년 9월 1일 경기도동두천양주교육지원청으로 개칭되었다.

## 산하기관

### 유치원
동두천시
- 사동유치원

양주시
- 송랑유치원
- 양주유치원

### 초등학교
- 동두천시

| 학교명             | 주소 | 비고 |
| ------------------ | ---- | ---- |
| 동두천송내초등학교 |      |      |
| 동두천신천초등학교 |      |      |
| 동두천초등학교     |      |      |
| 동보초등학교       |      |      |
| 보산초등학교       |      |      |
| 사동초등학교       |      |      |
| 생연초등학교       |      |      |
| 소요초등학교       |      |      |
| 이담초등학교       |      |      |
| 지행초등학교       |      |      |
| 탑동초등학교       |      |      |

- 양주시

| 학교명           | 주소   | 비고 |
| ---------------- | ------ | ---- |
| 고암초등학교     |        |      |
| 덕계초등학교     |        |      |
| 덕도초등학교     |        |      |
| 덕정초등학교     |        |      |
| 도둔초등학교     |        |      |
| 양주덕산초등학교 |        |      |
| 양주덕현초등학교 |        |      |
| 주원초등학교     |        |      |
| 천보초등학교     |        |      |
| 칠봉초등학교     |        |      |
| 회정초등학교     |        |      |
| 회천초등학교     |        |      |
| 광사초등학교     |        |      |
| 광숭초등학교     |        |      |
| 양주옥정초등학교 |        |      |
| 만송초등학교     |        |      |
| 산북초등학교     |        |      |
| 유양초등학교     |        |      |
| 가납초등학교     | 광적면 |      |
| 덕도초등학교     | 광적면 |      |
| 효촌초등학교     | 광적면 |      |
| 삼숭초등학교     | 남면   |      |
| 남면초등학교     | 남면   |      |
| 양덕분교         | 남면   |      |
| 상수초등학교     | 남면   |      |
| 상패초등학교     | 은현면 |      |
| 봉암초등학교     | 은현면 |      |
| 은현초등학교     | 은현면 |      |
| 쉐마기독학교     | 은현면 |      |
| 삼상초등학교     | 장흥면 |      |
| 송추초등학교     | 장흥면 |      |
| 신지초등학교     | 백석읍 |      |
| 연곡초등학교     | 백석읍 |      |
| 은봉초등학교     | 백석읍 |      |
| 양주백석초등학교 | 백석읍 |      |

### 중학교
- 동두천시

| 학교명           | 주소 | 비고 |
| ---------------- | ---- | ---- |
| 동두천여자중학교 |      |      |
| 동두천중앙중학교 |      |      |
| 동두천중학교     |      |      |
| 한빛누리중학교   |      |      |
| 생연중학교       |      |      |
| 송내중앙중학교   |      |      |
| 신흥중학교       |      |      |

- 양주시

| 학교명             | 주소   | 비고 |
| ------------------ | ------ | ---- |
| 고암중학교         |        |      |
| 덕계중학교         |        |      |
| 회천중학교         |        |      |
| 옥정중학교         |        |      |
| 회천중학교         |        |      |
| 덕정중학교         |        |      |
| 덕현중학교         |        |      |
| 삼숭중학교         |        |      |
| 남문중학교         | 남면   |      |
| 양주백석중학교     | 백석읍 |      |
| 조양중학교         | 광적면 |      |
| 쉐마기독학교은현면 |        |      |

### 고등학교
- 동두천시

| 학교명               | 주소 | 비고 |
| -------------------- | ---- | ---- |
| 신흥고등학교         |      |      |
| 한빛누리고등학교     |      |      |
| 한국문화영상고등학교 |      |      |
| 동두천고등학교       |      |      |
| 동두천중앙고등학교   |      |      |
| 동두천외국어고등학교 |      |      |

- 양주시

| 학교명               | 주소   | 비고 |
| -------------------- | ------ | ---- |
| 한국외식과학고등학교 | 남면   |      |
| 양주백석고등학교     | 백석읍 |      |
| 쉐마기독학교         | 은현면 |      |
| 덕정고등학교         |        |      |
| 옥정고등학교         |        |      |
| 덕계고등학교         |        |      |
| 덕현고등학교         |        |      |
| 양주고등학교         |        |      |

## 같이 보기
- 대한민국 교육부
- 경기도의정부교육지원청